# فرانك فاى
فرانك فاى (بالإنجليزية: Frank Fay)‏ هو ممثل أمريكي، ولد في 17 نوفمبر 1891 بسان فرانسيسكو في الولايات المتحدة، وتوفي في 25 سبتمبر 1961 في الولايات المتحدة.

## وصلات خارجية
- فرانك فاى على موقع IMDb (الإنجليزية)
- فرانك فاى على موقع الموسوعة البريطانية (الإنجليزية)
- فرانك فاى على موقع ألو سيني (الفرنسية)
- فرانك فاى على موقع أول موفي (الإنجليزية)
- فرانك فاى على موقع قاعدة بيانات برودواي على الإنترنت (الإنجليزية)
- فرانك فاى على موقع قاعدة بيانات الأفلام السويدية (السويدية)
- فرانك فاى على موقع ديسكوغز (الإنجليزية)
- فرانك فاى على موقع قاعدة بيانات الفيلم (الإنجليزية)
- فرانك فاى على موقع كينوبويسك (الروسية)